# Kodokan

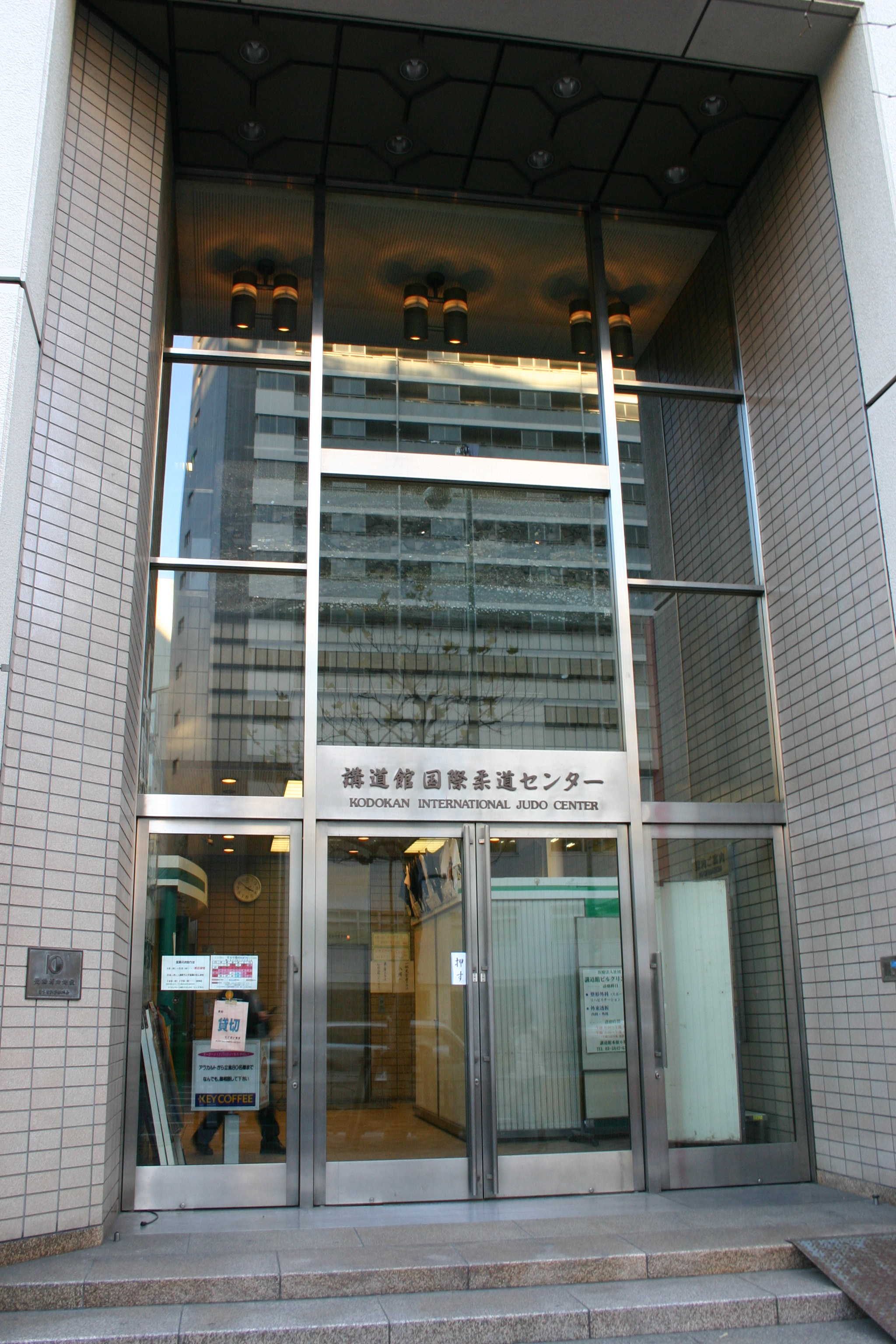
Klubbens huvudingång.

Kodokan (講道館) är den äldsta och mest betydande judoklubben och den enda klubb som kan dela ut 10:de dan. Klubben grundades av Jigoro Kano 1882 och  består nu av åtta våningar. Namnet betyder ungefär "en plats att lära ut vägen", av kō ("att lära ut"), dō ("väg") och kan ("en offentlig plats"). Nuvarande president är Yukimitsu Kano som är judons skapare Jigoro Kanos sonson. 
Kodokan grundades 1882 i Eishōji, ett buddhistiskt tempel i Ueno, med enbart nio elever men växte på sexton år, från 1882 till 1898, från tolv mattor till 314 mattor. 1958 hade Kodokan växt till 986 mattor och har växt ytterligare till 1,206 mattor utspridda över fem träningshallar.